# Тимуге
Тимуге (также Мале, Соамаванса) — династия мальдивских царей и султанов, пришедшая к власти на островах в 1117 году или в 1118 году в лице Шри Махабараны, проводившего политику собирания земель, образовавших единое государство. Он именовался «великим царём знатного рода Тимуге, покровителем процветающей династии Лунар».
Существует точка зрения, согласно которой Шри Махабарана — легендарный иностранец знатных кровей Коимала Кало, в ходе морского путешествия с невестой попавший в штиль и вынужденный бросить якорь близ острова Расгетиму; «…мальдивцы предложили им остаться и в конце концов провозгласили Коималу королём Расгетиму». Коимал — титул керальской знати. Вполне возможно, что Коимала был дворянином из Малабара, спасавшимся от опасности.
Около 1138 года или в 1139 году на престол взошёл его племянник по матери Шри Трибувана Адития. После обращения в ислам он принял имя Мухаммед Ибн Абдулла. По его указу миссионеры приступили к распространению религии на всех островах архипелага. При нём в Мале возвели первую Пятничную мечеть и мечеть Дарумаванта Расгефану.
В 1153—1154 годах султан Мухаммад уль-Адиль, или Доверни (Дони) Каламинджа(н), принял ислам и провозгласил его официальной религией.
В X—XI веках князь Раджараджа I, под контролем которого находилось тамильское государство Чола, овладел двумя наиболее северными мальдивскими атоллами — Малику и Тиладуммати. Однако в 1121 году султан Махабарана нанёс поражение тамилам. Таким образом, атоллы вновь вошли в состав государства.
По мнению мальдивского историка Н. Мохамед, находилась у власти вплоть до 1388 года; по другим данным — в течение 235 лет; или до 1306 года, с точки зрения Большой российской энциклопедии. Представлена 26 царями и султанами.
К моменту первой высадки португальцев на островах архипелага на Мальдивах существовали две правящие династии — Тимуге и Хилали.